# Bárður Nielsen
Bárður á Steig Nielsen, född 16 april 1972 i Vestmanna, är en färöisk affärsman och politiker (Sambandsflokkurin). Han var Färöarnas lagman 2019–2022. Han har varit invald i Färöarnas lagting sedan 2002 med ett kortare uppehåll, och partiordförande i sitt parti sedan 2015.

## Biografi

### Studier och yrkesliv
Han har diplomexamen i företagsekonomi och diverse handelsfack från Føroya Handilsskúli och Aarhus universitet. Han var anställd i revisionsfirman Rasmussen og Weihe i Torshamn 1993-2000, revisor i Kollafjord Pelagic i Kollafjørður 2001-2004, ledare i bostadsprojektet SMI Stóratjørn i Torshamn 2007-2009 och chef vid en maskinverkstad i Hoyvík 2009-2010. Sedan 2010 är han ekonomichef på telekomföretaget Vodafones färöiska avdelning i Torshamn. Nielsen har också varit styrelseledamot vid Vágar flygplats och flera andra privata företag.

### Politisk karriär
Nielsen valdes in i Färöarnas lagting från valkrets Norðurstreymoy 2002-2008 och var medlem av Lagtingets justitiekommitté 2002-2004 och finansminister i Jóannes Eidesgaards första regering 2004-2007. Under denna tid blev Nielsen en av Sambandsflokkurins mest centrala politiker. Vid valet 2011 valdes Nielsen på nytt in i Lagtinget och blev ordförande i Lagtingets finanskommitté och medlem av Lagtingets utrikeskommitté I mars 2015 utsågs han till ny vicepartiledare i Sambandsflokkurin efter Johan Dahl. Då Kaj Leo Johannesen avgick som statsminister och partiledare efter valnederlaget i september samma år, övertog Nielsen som partiledare i Sambandsflokkurin. Han var vice ordförande i Lagtingets finanskommitté fram till valet 2019.

### Färöarnas lagman
I valet till lagtinget den 31 augusti 2019 gick Sambandsflokkurin fram med ett mandat och fick totalt 7 av de 33 platserna i lagtinget. Partiet blev bara tredje största parti. Trots det lyckades á Steig Nielsen, efter två veckors förhandling och hot om samgående med en vänsterkoalition, bilda en borgerlig koalitionsregering tillsammans med Folkuflokkurin (8 mandat) och Midflokkurin (2 mandat) med Sambandsflokkurin som koalitionsledare. á Steig Nielsen tillträdde som lagman den 14 september 2019.
Bárður Nielsen är gift, har barn, och fortsatt bosatt i hemorten Vestmanna.